# Rejon izmailski (1940–2020)
Rejon izmailski – jednostka administracyjna wchodząca w skład obwodu odeskiego Ukrainy.